# Farahadawa
Pharahadawa (en népalais : फराहादावा) est un comité de développement villageois du Népal situé dans le district de Sarlahi. Au recensement de 2011, il comptait 6 296 habitants.